# Piccola Chiave di Salomone
La Piccola Chiave di Salomone o Lemegeton Clavicula Salomonis, è un grimorio anonimo del Seicento e uno dei più famosi libri di demonologia, largamente conosciuto anche come Lemegeton. Non va confuso con la Chiave di Salomone, un testo precedente.

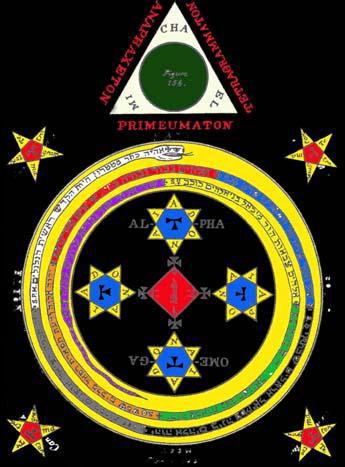
Il cerchio e il triangolo, utilizzati per l'evocazione dei 72 spiriti della Goetia. Il mago deve stare all'interno del grande cerchio e lo spirito si crede che debba comparire nel cerchio all'interno del triangolo

Gran parte del suo contenuto deriva da testi del Cinquecento, tra i quali la Pseudomonarchia Daemonum di Johann Weyer, e da grimori tardo-medievali. Vi si possono rintracciare anche chiare influenze cabalistiche e della mistica musulmana.
Nel libro viene dichiarato come autore il re Salomone ma la presenza nell'opera di preghiere a Cristo e alla Trinità rendono tale dichiarazione di paternità un evidente falso.
La Piccola Chiave di Salomone contiene dettagliate descrizioni degli spiriti e dei rituali necessari per evocarli e costringerli a eseguire gli ordini del mago (chiamato nel testo "esorcista"). Vengono date istruzioni dettagliate circa i simboli, le procedure rituali da eseguire, le azioni necessarie per impedire che gli spiriti prendano il sopravvento, i preparativi che devono precedere l'evocazione e il modo in cui costruire gli strumenti necessari per l'esecuzione di tali rituali.
Le copie originali in nostro possesso, cinque manoscritti datati fra il 1655 ed il 1710,  sono attualmente conservate nella British Library a Londra. Le varie edizioni divergono tra loro circa alcuni dettagli e circa la forma dei nomi dei vari spiriti. Edizioni contemporanee del grimorio sono largamente disponibili, sia in forma stampata, sia su internet.

## Contenuti
La Piccola Chiave di Salomone è suddivisa in cinque parti:

### Ars goetia

Il "Pentacolo di Salomone". Serve a costringere gli spiriti evocati a comparire al suo interno

L'"ars goetia", spesso chiamata semplicemente "goetia" o "goezia", costituisce la prima sezione del grimorio. Gran parte del materiale è antecedente al Seicento, con alcune parti risalenti al Trecento. Contiene le descrizioni dei 72 demòni che si dice furono evocati da re Salomone e da lui rinchiusi in un vaso di bronzo sigillato con simboli magici e obbligati a servirlo. L'"ars goetia" contiene inoltre le istruzioni per costruire un vaso di bronzo simile e per usare le formule magiche per invocare senza rischi questi demòni.

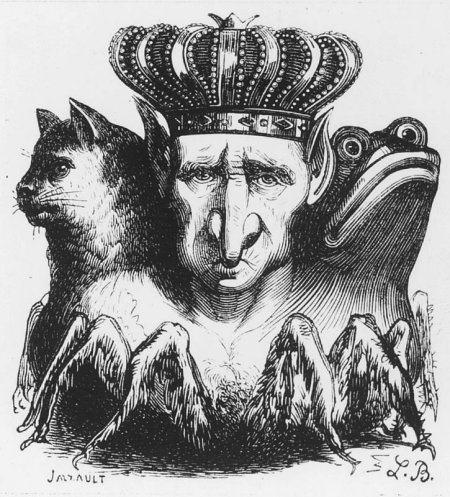
Bael, il primo demònio, che, secondo Francis Barrett, ha il potere di rendere invisibile chi lo invoca (illustrazione di Collin de Plancy dal Dizionario infernale)

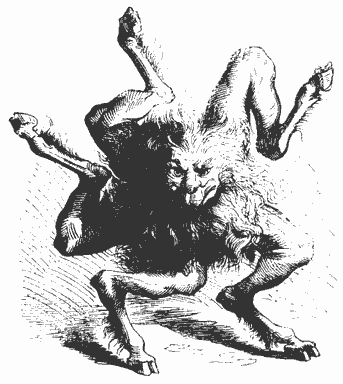
Buer, il decimo demonio, che insegna "filosofia morale e naturale", logica e utilizzo delle erbe medicinali (illustrazione di Louis Breton dal Dizionario infernale)

I 72 demòni sono:
- Re Bael
- Granduca Agares
- Il principe Vassago
- Marchese Samigina
- Re Marbas
- Duca Valefor
- Principe Aamon
- Duca Barbatos
- Re Paimon
- Re Buer
- Duca Gusion
- Il principe Sitri
- Re Beleth
- Marchese Leraje
- Duca Eligos
- Duca Zepar
- Conte Botis
- Duca Bathin
- Duca Sallos
- Re Purson
- Conte / Presidente Marax
- Conte / Principe Ipos
- Duca Aim
- Marchese Naberius
- Conte / Presidente Glasya-Labolas
- Duca Bune
- Marchese / Conte Ronove
- Duca Berith
- Duca Astaroth
- Marchese Forneus
- Presidente Foras
- Re Asmodeo
- Il principe / presidente Gaap
- Conte Furfur
- Marchese Marchosias
- Il principe Stolas
- Marchese Phenex
- Conte Halphas
- Presidente Malphas
- Conte Raum
- Duca Focalor
- Duca Vepar
- Marchese Sabnock
- Marchese Shax
- Re / Conte Vine
- Conte Bifrons
- Duca Vual
- Presidente Haagenti
- Duca Crocell
- Cavaliere Furcas
- Re Balam
- Duca Alloces
- Presidente Caim
- Duca / Conte Murmur
- Il principe Orobas
- Duca Gremory
- Presidente Ose
- Presidente Amy
- Marchese Orias
- Duca Vapula
- Re / presidente Zagan
- Presidente Valac
- Marchese Andras
- Duca Haures
- Marchese Andrealphus
- Marchese Cimeies
- Duca Amdusias
- Re Belial
- Marchese Decarabia
- Il principe Seere
- Duca Dantalion
- Conte Andromalius

### Ars theurgia goetia
La seconda parte del grimorio espone i nomi, le caratteristiche e i simboli dei 31 spiriti aerei, sia buoni che maligni, che Salomone invocò e illustra i rituali necessari alla loro invocazione. 

### Ars paulina
Secondo la leggenda quest'arte sarebbe stata scoperta dall'apostolo Paolo ma nel libro viene chiamata "Arte paulina di re Salomone". L'ars paulina era conosciuta sin dal Medioevo e in questo grimorio viene suddivisa in due capitoli.
Il primo capitolo illustra come contattare gli angeli delle varie ore del giorno, i loro sigilli, la loro natura, le relazioni tra questi angeli e i sette pianeti allora conosciuti, i corretti aspetti astrologici per invocarli, i loro nomi, le procedure per l'invocazione.
Il secondo capitolo riguarda gli angeli che governano i segni zodiacali e ogni grado di ciascun segno, la loro relazione con i quattro elementi, i loro nomi e i loro sigilli. Questi angeli vengono qui chiamati "angeli degli uomini" poiché ogni persona nasce sotto un segno zodiacale, con il Sole posizionato a uno specifico grado di esso.

### Ars Almadel
La quarta sezione illustra come costruire l'"Almadel" ovvero una tavola di cera su cui vengono disegnati simboli protettivi: su di essa vengono posizionate quattro candele. La sezione illustra i colori, i materiali e i rituali necessari alla fabbricazione dell'"Almadel" e delle candele nonché tratta degli angeli da invocare, sottolineando che è lecito chiedere ad essi solo cose ragionevoli e giuste. Vengono brevemente trattate anche le date e gli aspetti planetari più indicati per invocare gli angeli in questione.

### Ars notoria
Si tratta di un grimorio conosciuto fin dal Medioevo. Il libro dichiara che questa arte fu rivelata dal Creatore a re Salomone tramite un angelo.
Contiene una raccolta di preghiere mescolate con parole cabalistiche e magiche in varie lingue (tra cui ebraico, greco antico) e istruzioni su come recitare tali preghiere. Il libro afferma che queste costituiscono un'invocazione agli angeli di Dio e la loro corretta recitazione dona la conoscenza relativa a ciascuna di esse, nonché buona memoria, stabilità mentale e eloquenza.
Una di tali preghiere fa riferimento a Gesù, altre a Dio Padre, suo figlio Gesù e lo Spirito Santo, ovvero la Trinità. Altre ancora menzionano gli apostoli e i martiri.
Infine vi si trova la spiegazione di come re Salomone ricevette la rivelazione dall'angelo.

## Riferimenti nella cultura di massa
Il Lemegeton viene citato, sotto forma di talismano, nel racconto a fumetti Favola di Venezia (1977), una delle avventure di Corto Maltese scritte da Hugo Pratt. Compare nel romanzo Il castello di Eymerich (2000) di Valerio Evangelisti, sebbene esso sia ambientato nel 1369, cioè molto prima dell'effettiva pubblicazione del grimorio, e viene citato anche nel romanzo Il simbolo perduto (2009) di Dan Brown, in un elenco di titoli di grimori. Viene anche citato nel romanzo di fantascienza Miracle Visitors (La doppia faccia degli Ufo) di Ian Watson, e nel libro Il nuovo re - dalla saga La guerra degli elfi - di Herbie Brennan quando Silas Sulfureo si reca a New York per acquistare un libro di demonologia al fine di riaprire i portali per Infera sotto ordine di Beleth. Sui "72 nomi di Dio" i Luca Turilli's Rhapsody hanno scritto una canzone: The 72 Names of God.
Nella trilogia Xenosaga per PlayStation 2, il Programma Lemegeton è un sistema fonetico-energetico che permette il controllo dello Zohar e di entrare in contatto con Dio (U-DO). Gli esseri umani non sono però in grado di utilizzare questo programma, se non tramite delle imitazioni che spesso non riescono realmente a controllare lo Zohar, il quale va quindi fuori controllo, creando il caos.
Nel videogioco The Binding of Isaac: Rebirth, l'espansione Repentance ha aggiunto l'oggetto attivo Lemegeton.
Nella serie animata Helluva Boss di Vivzipop è citata l'Ars Goetia come il nome della famiglia reale demoniaca che regna in diversi gironi infernali.
Nella serie live action di Netflix Le terrificanti avventure di Sabrina appare come un grimorio di evocazioni.